# 柊柾葵
柊柾葵，日本成人漫畫漫画家。

## 簡介
2004年、以《庫洛君華麗的日常》而在（ vol.6）雜誌出道。以後、以《庫洛系列》而以合集雜誌為中心在活動。2008年2月也連載《幽界（かくりょ）之子系列》。另外也帶領同人團體「Cafe·Unlimited」。

## 作品列表

### 成人漫畫
- 少年男僕庫洛 〜奴隷編〜（2005年12月）
- 少年男僕庫洛 〜恥虐編〜（2007年7月）
- 少年男僕庫洛 〜女装子編〜 (2010年9月)

### 一般漫畫
- Phantom 〜Requiem for the Phantom〜，在《月刊Comic Alive》2009年2月号開始連載中，原作：Nitro+

## 外部連結
- かふぇ、あんりみてっど （页面存档备份，存于） 本人官網※18禁
- らぎなろぐ（官方部落格） （页面存档备份，存于）
- 柊柾葵的pixiv
- 柊柾葵的X（前Twitter）